# 石原里紗
石原 里紗（いしはら りさ、1966年 - ）は、日本のフリーライターである。『金なし知名度なしで選挙に出る法』や、『くたばれ! 専業主婦』などの著作で知られる。
元女優であり衆議院議員・石原伸晃の妻である石原里紗（旧名・芸名は田中理佐）とは、同姓同名の別人。

## 経歴
1966年（昭和41年）、神奈川県生まれ。日本大学文理学部哲学科卒業。

## 概略
ルポライターとしての実績としては、その著作『金なし知名度なしで選挙に出る法』で、小選挙区に立ち向かったサラリーマンの選挙戦を活写した。また、『くたばれ! 専業主婦』などの著作がきっかけとなり、「専業主婦論争」が巻き起こった。論争は様々なメディアに拡散し、この論争は女性学の中心的テーマともなった。

## 専業主婦論争
石原里紗は、その著作において「専業主婦は家畜だ」といったレトリックを使った主張を行った。その為、賛否両論に分かれて女性の生き方そのものを含めた論争が発生した。石原自身もワイドショーやバラエティなどのテレビ番組にも出演した。

## 反フェミニズム
石原里紗は「専業主婦」を強く批判するが（この件で田嶋陽子と論争になった事もある）、フェミニストではない。通常、フェミニズムは「女性を被害者、男性を加害者」という構図でとらえると思われている。そして女性の「自立」を促すのがフェミニズムのパターンである。しかし、石原里紗はそのような「女性の自立を促す」というパターンにはまったフェミニズムを、「腐れフェミニズム」と呼んで批判している（出典：『さよなら 専業主婦』）。

## 著書
- 1997年（平成9年）、『金なし知名度なしで選挙に出る法』
- 1998年（平成10年）、『ふざけるな専業主婦―バカにバカと言って、なぜわるい!』
- 1999年（平成11年）、『くたばれ! 専業主婦』
- 1999年（平成11年）、『私、オジサンの味方です。』
- 2000年（平成12年）、『さよなら専業主婦』
- 2001年（平成13年）、『おまえとは寝たいだけ ヒドイ男とおろかな女』

## 関連文献
- 上野千鶴子 編『主婦論争を読むI　全記録』勁草書房 ISBN 432665032X
- 小宮山 慎 著『専業主婦への応援歌―石原里紗をぶった斬る』新風舎 ISBN 4797419687